# Ruhengeri
Ruhengeri es una ciudad y capital del distrito de Musanze en la provincia norte de Ruanda. Algunas fuentes ahora se refieren a la ciudad misma como Musanze, por el distrito en el que se encuentra. Esto tiene que ver con la política adoptada de cambiar el nombre de las ciudades de Ruanda, que se hizo para eliminar los recuerdos del pasado e instalar nuevas administraciones en el país.

## Historia
Antiguamente, Ruhengeri daba su nombre también a una de las 12 provincias de Ruanda previo a la reestructuración territorial que se produjo el 1 de enero de 2006. 

## Demografía
Ruhengeri era la más habitada de las doce antiguas provincias del país y la más densamente poblada. Según datos de 2002, tenía 978.100 habitantes y una extensión de 1.665 km². 

## Geografía
Se encuentra al norte del país y constaba de 10 distritos, además de la propia población de Ruhengeri. Limita al norte con Uganda, y al noroeste con la República Democrática del Congo. El territorio que ocupa es montañoso y en él se encuentra un volcán durmiente, el monte Karisimbi, de 4.507 metros de altitud. 

## Medio ambiente
La ciudad es un punto en la ruta para observar a los famosos gorilas de montaña.

### Asesinato de Dian Fossey
Esta población es tristemente célebre porque fue donde la prestigiada zoológa estadounidense Dian Fossey fue asesinada por cazadores furtivos el 25 de diciembre de 1985 por proteger a los gorilas de su extinción.